# Damiano Caruso (criminale)
Damiano Caruso (Villabate, 26 agosto 1937 – Milano, giugno 1973) è stato un mafioso italiano, affiliato a Cosa Nostra e precisamente alla famiglia di Riesi.

## Biografia
Anche se originario di Villabate (dove esercitava la professione di macellaio), era affiliato alla cosca di Riesi, in provincia di Caltanissetta (probabilmente già da molto giovane) e diventa il killer di fiducia del boss Giuseppe di Cristina.
Nel 1969 di Cristina aiuta i Corleonesi a compiere la strage di Viale Lazio, mandando Caruso. Secondo una versione dei fatti fu proprio lui, colto dal nervoso e poiché ancora giovane, il primo a sparare. In verità il primo a sparare fu Bernardo Provenzano, e il suo sparo mise in allerta Michele Cavataio, che ebbe il tempo di prendere la sua Colt Cobra, uccidere Calogero Bagarella e ferire Gaetano Grado, Caruso e Provenzano stesso; per non far ricadere su di sé la colpa della morte di Calogero Bagarella, Provenzano sparse la voce che il primo a sparare fu Caruso, e quindi era il responsabile della morte di Bagarella.
Per conto di Di Cristina (che voleva accrescere il proprio potere nell'agrigentino), Caruso uccise il boss di Ravanusa (AG) Vito Gattuso ed anche un altro membro di spicco della cosca ravanusana, Stefano Vangelista, mentre a Palermo freddò l'albergatore Candido Ciuni, altro mafioso ravanusano ucciso mentre era ricoverato all'Ospedale Civico. Questi omicidi vennero eseguiti senza consultare i boss locali (Angelo Ciraulo di Ravanusa e Antonio Ferro di Canicattì), facendo crescere così il risentimento di questi ultimi nei confronti del boss riesino che li portò ad associarsi con i Corleonesi di Totò Riina.
Per punire Caruso (ritenuto anche responsabile della scomparsa di Antonino Blandina, detto "Nino Corigranni", uomo d'onore di Vallelunga Pratameno strettamente legato ai Corleonesi), il boss Luciano Liggio lo attirò con una scusa ad un appuntamento e lo fece strangolare e scomparire a Milano nel 1973. Secondo lo sconcertante racconto dei collaboratori di giustizia Antonino Calderone e Gaetano Grado, Caruso rimase vittima della "lupara bianca" assieme al cugino e dopo un po' vennero soppresse e fatte scomparire anche la compagna e la figlia: sempre secondo i due collaboratori di giustizia, Liggio avrebbe abusato sessualmente di loro prima di ucciderle.
In verità Caruso venne assassinato perché i Corleonesi volevano mandare un avvertimento a Giuseppe Di Cristina, che era strettamente legato a Stefano Bontate, e come scusa usarono la supposizione che Caruso stesse collaborando con i Carabinieri, del tutto infondata.
L'omicidio di Damiano Caruso è stato uno dei primi elementi che determinò l'inizio del conflitto tra la cosca di Riesi e i Corleonesi.

## Nella cultura di massa
- Nel terzo episodio della miniserie televisiva del 2007 Il capo dei capi, Caruso fa parte del comando che va ad uccidere Michele Cavataio. Erroneamente viene detto che è stato reclutato da Tano Badalamenti e viene fatto capire che è stato lui il primo a sparare durante la Strage di viale Lazio.